# Andreas Traub
Andreas Traub (* 1949 in Göttingen) ist ein deutscher Musikwissenschaftler und Hochschullehrer.
Traub ist Enkel des Theologen und Politikers Gottfried Traub und Sohn des Theologen Hellmut Traub. Er absolvierte sein Studium an der LMU München sowie der Universität Bern, 1977 wurde er promoviert.
In den Jahren 1979 bis 1990 wirkte er als Assistent von Rudolf Stephan am Institut für Musikwissenschaft der Freien Universität Berlin. Seine Habilitation erfolgte 1994 an der Universität Tübingen. Seit 1991 forscht Traub über die Musikgeschichte des Landes Baden-Württemberg. Zugleich unterrichtet er an der Universität Tübingen. Ab 1994 nahm er Lehraufträge an der Hochschule für Musik Trossingen wahr.
1997 wurde Traub Redakteur der Denkmäler der Musik in Baden-Württemberg. Er ist Ehrenmitglied der Gesellschaft für Musikgeschichte in Baden-Württemberg.

## Veröffentlichungen (Auswahl)
Autor
- Andreas Traub: Sándor Veress. In: Hanns-Werner Heister, Walter-Wolfgang Sparrer (Hrsg.): Komponisten der Gegenwart. (KDG). Edition text + kritik, München 1992 ff. 21. Nachlieferung 2001.
- Andreas Traub: Sándor Veress und das Exil: Von der „Transilvanischen Kantate“ (1936) zur „Elegie“  (1964). In: Péter Csobádi et al. (Hrsg.): Das (Musik-)Theater in Exil und Diktatur. Vorträge und Gespräche des Salzburger Symposions 2003. Anif, Salzburg 2005, S. 533–540.
- Andreas Traub: Veress, Sándor. In: Ludwig Finscher (Hrsg.): Die Musik in Geschichte und Gegenwart. (MGG). 2. Auflage. Personenteil, Band. 16. Bärenreiter, Kassel, Stuttgart 2006, Sp. 1487–1492.
- Doris Lanz, Anselm Gerhard (Hrsg.): Sándor Veress. Komponist – Lehrer – Forscher. Bärenreiter, Kassel 2008. - Mit Beiträgen von: Rachel Beckles Willson, Melinda Berlász, Bodo Bischoff, Simone Hohmaier, Heinz Holliger, Michael Kunkel, Péter Laki, Doris Lanz, Friedemann Sallis, Andreas Traub, Claudio Veress.

Herausgeber
- Andreas Traub (Hrsg.): Sándor Veress. Festschrift zum 80. Geburtstag. Haseloff, Berlin 1986.
- Andreas Traub (Hrsg.): Sándor Veress. Aufsätze, Vorträge, Briefe. Wolke, Hofheim 1998.

Herausgeber bei Denkmäler der Musik in Baden-Württemberg
- 1. Johann Samuel Welter (1650–1720), Das geistliche Werk. Kantaten, Magnificat, Kirchenlieder, vorgelegt von Andreas Traub, 1993
- 2. Ernst von Gemmingen (1759–1813), Vier Konzerte für Violine und Orchester, vorgelegt von Andreas Traub, 1994
- 3. Augustinus Plattner, Acht doppelchörige Messen (1624), vorgelegt von Andreas Traub, 1995
- 4. Musik der Organistenfamilie Druckenmüller, vorgelegt von Andreas Traub, 1996
- 6. Johann Wendelin Glaser (1713–1783), Ausgewählte Kantaten, vorgelegt von Andreas Traub und Marco Jammermann, 1998
- 7. Balduin Hoyoul (um 1548–1594), Lateinische und deutsche Motetten, vorgelegt von Dagmar Golly-Becker und Andreas Traub, 1998
- 10. Balduin Hoyoul (um 1548–1594), Magnificat-Zyklus und zwei Messen, Stephan Faber (um 1580–1632), Cantiones, vorgelegt von Andreas Traub, 2001.
- 15. Franz Anton Maichelbeck (1702–1750), Freiburg.Requiem für 2 Chöre; 1 Messe, vorgelegt von Manfred Schuler (†) und Andreas Traub.
- 22. Erasmus Widmann. Weltliche Gesänge und Ritterspiel. Vorgelegt von Andreas Traub, Gregor Wittkop und Klaus Peter Leitner.